# Großlage Petersberg (Siebengebirge)

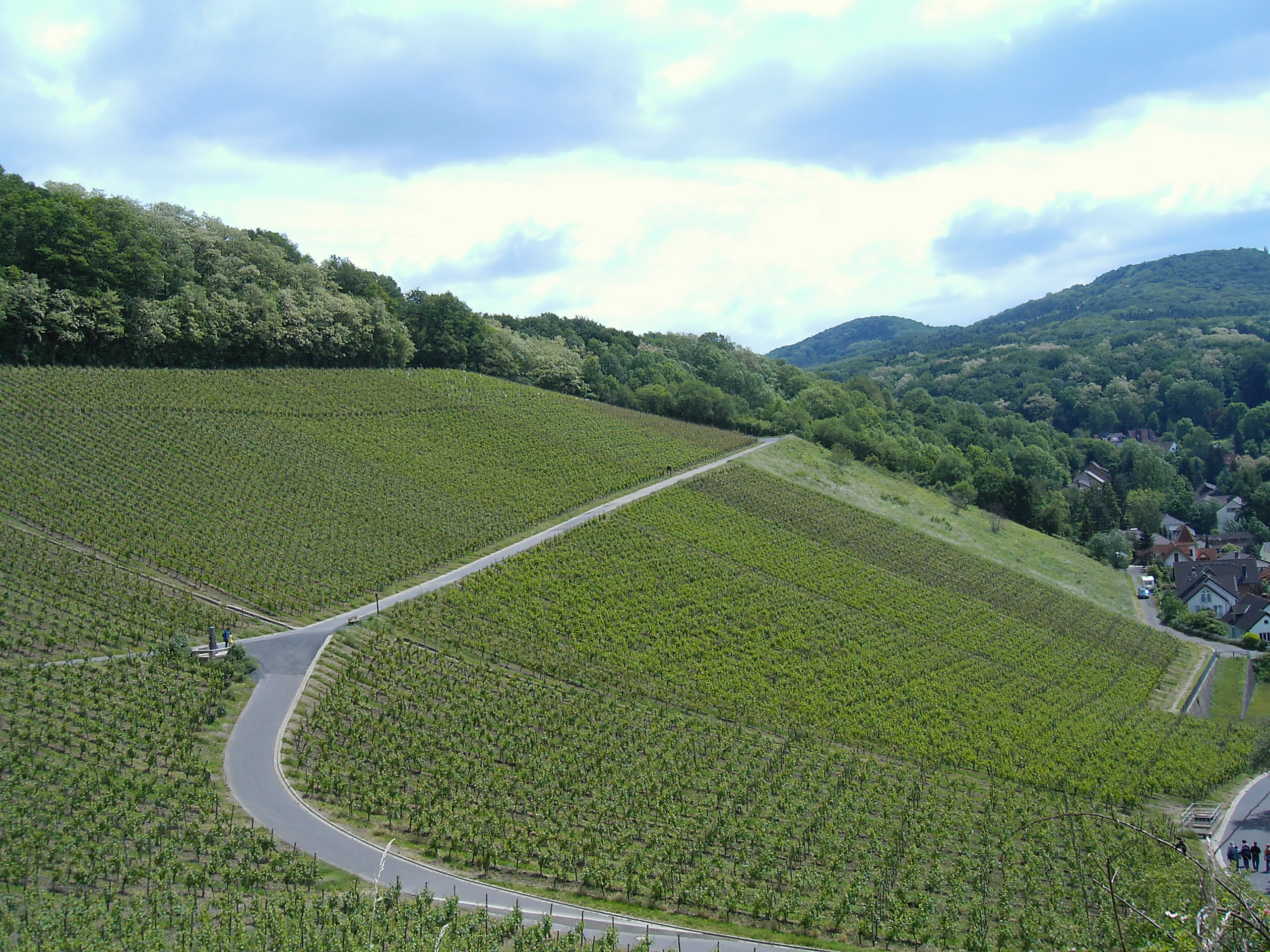
Weinlagen an der Dollendorfer Hardt

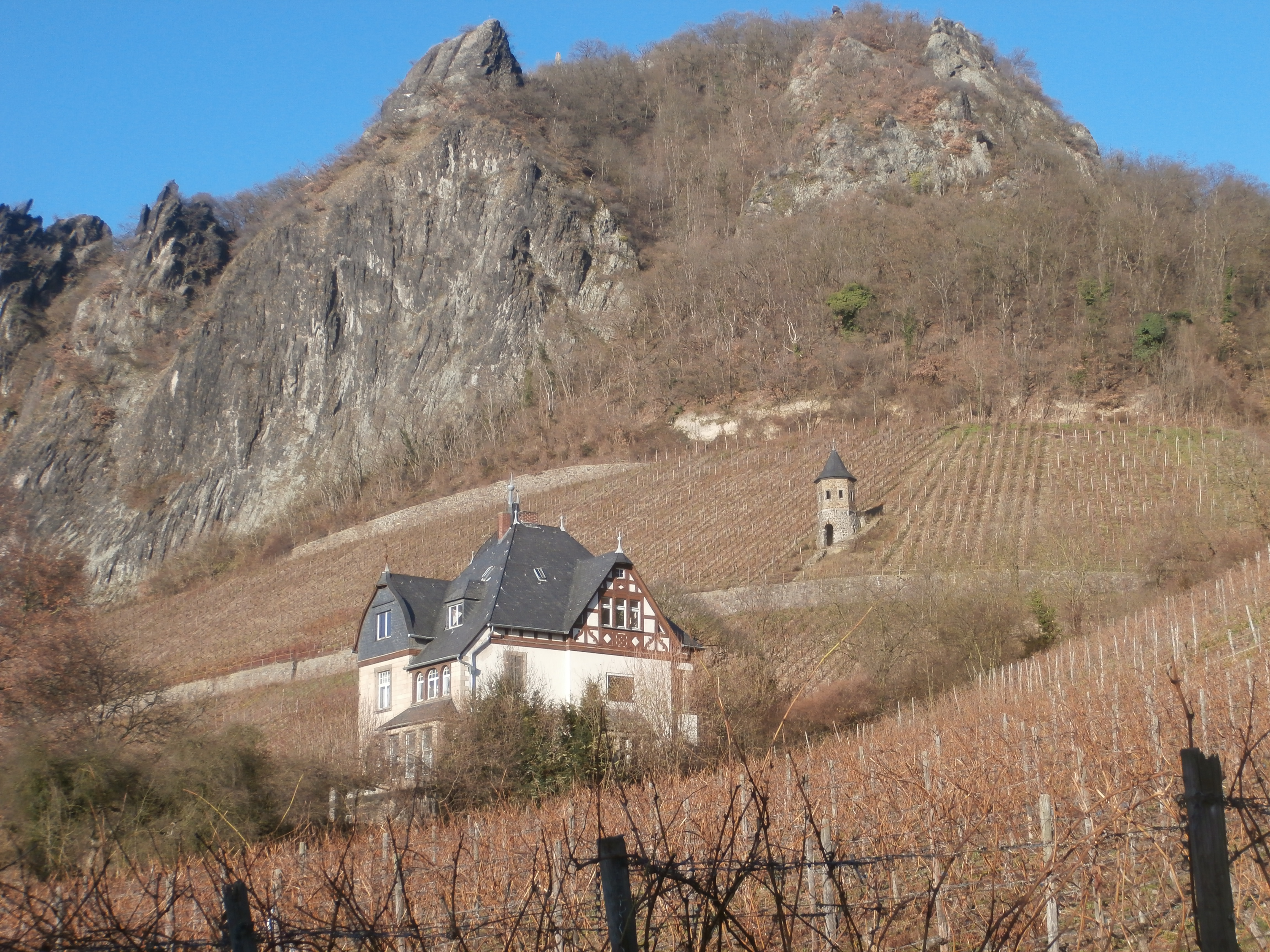
Weinlagen am Rhöndorfer Drachenfels

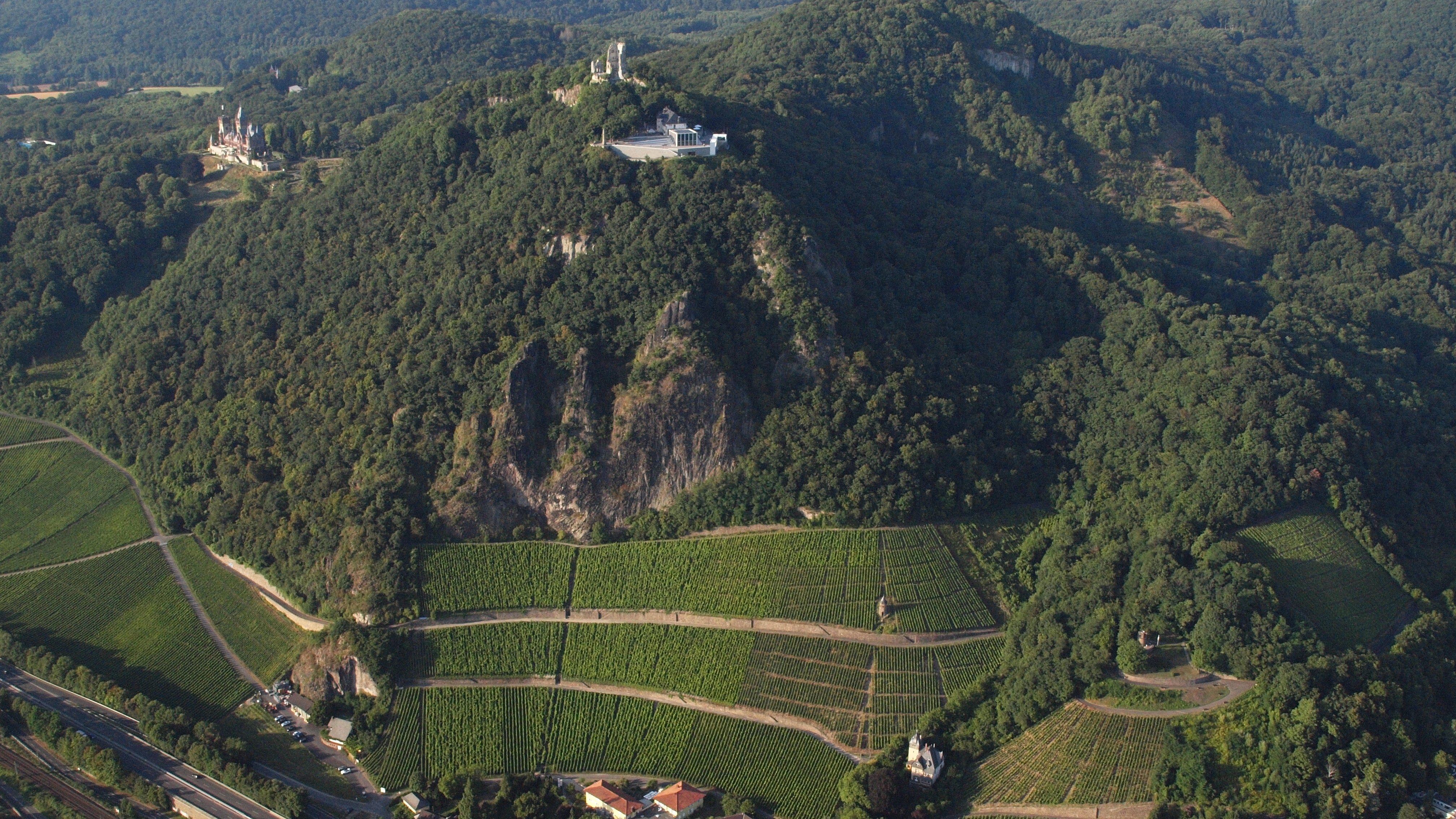
Weinberge unterhalb des Drachenfelses, Luftaufnahme (2013)

Die Großlage Petersberg ist eine Weinbau-Großlage im Bereich Siebengebirge des Bestimmten Anbaugebiets Mittelrhein. Die einstige Anbaufläche im Siebengebirge hat sich von rund 500 ha auf heute noch etwa 20 ha reduziert. Namensgeber der Großlage ist der Königswinterer Petersberg.

## Einzellagen
Die Großlage umfasst neun Einzellagen, die sich auf die Ortschaften und Städte Niederdollendorf und Oberdollendorf (Stadt Königswinter), Königswinter, Rhöndorf (Stadt Bad Honnef) sowie auf Bonn erstrecken. Die Oberdollendorfer Einzellagen Sülzenberg, Laurentiusberg und Rosenhügel erstrecken sich am Westhang der Dollendorfer Hardt und weisen einen Lehm- und Lössboden auf Grauwacke auf. Die im benachbarten Niederdollendorf befindlichen Lagen Goldfüßchen, Heisterberg und Longenburgerberg gründen sich auf zum Teil sandigen Lehm. Die größten Flächen der Großlage finden sich mit Abstand oberhalb des Rheinufers am Drachenfels, dessen zwei Weinlagen im Norden zu Königswinter und im Süden zu Rhöndorf gehören und durch Trachyt- sowie steinige Lehmböden gekennzeichnet sind. Das kleine Anbaugebiet an der linksrheinischen Rheinaue hat einen Boden mit kiesig-sandigen Lehm.
Die Lagen Goldfüßchen und Longenburgerberg sind zurzeit nicht bestockt. Der zuvor ebenfalls seit den 1980er-Jahren nicht mehr bewirtschaftete Heisterberg, erstmals 1329 als Paffinroyt erwähnt, wurde 2002 neu bestockt. Am Namensgeber der Großlage selbst, dem Petersberg, finden sich keine Einzellagen. Die noch bewirtschaftete Weinlage Heisterberg lässt sich jedoch dem nordwestlichen Abhang des Berges, auch als Kellerberg bezeichnet, zurechnen.
| Einzellage               | Fläche (in Hektar) | Höhe in Meter ü. NHN | Lage                                         |
| ------------------------ | ------------------ | -------------------- | -------------------------------------------- |
| Rosenhügel               | 2,9                | 87–140               | Oberdollendorf 50° 42′ 9″ N, 7° 11′ 22″ O    |
| Rheinaue                 | 0,1                | 50–60                | Bonn 50° 42′ 54″ N, 7° 7′ 59″ O              |
| Laurentiusberg           | 2,3                | 72–132               | Oberdollendorf 50° 42′ 7″ N, 7° 11′ 23″ O    |
| Sülzenberg               | 3,0                | 84–143               | Oberdollendorf 50° 42′ 2″ N, 7° 11′ 33″ O    |
| Goldfüßchen              | 2,6                | 74–134               | Niederdollendorf 50° 41′ 23″ N, 7° 11′ 25″ O |
| Longenburger Berg        | 3,5                | 68–136               | Niederdollendorf 50° 41′ 17″ N, 7° 11′ 27″ O |
| Heisterberg              | 1,7                | 78–136               | Niederdollendorf 50° 41′ 20″ N, 7° 11′ 32″ O |
| Rhöndorfer Drachenfels   | 7,4                | 57–137               | Rhöndorf 50° 39′ 41″ N, 7° 12′ 39″ O         |
| Königswinter Drachenfels | 6,5                | 57–138               | Königswinter 50° 39′ 53″ N, 7° 12′ 14″ O     |